# Circle Records
Circle Records war ein US-amerikanisches Plattenlabel.
Das amerikanische Label Circle Records wurde 1946 von Rudi Blesh und Harriet Janis gegründet. Es bestand bis 1952 und wurde dann von Jazzology Records als Sublabel übernommen; dort wird Bigbandmusik aus der Swing-Ära veröffentlicht.
Das unabhängige deutsche Label mit gleichem Namen wurde 1978 von Rudolf Kreis in Köln gegründet und veröffentlichte Musik einer Reihe vorwiegend US-amerikanischer Künstler, die dem Creative Jazz zuzurechnen sind. Erstes Album war das 1976 aufgenommene „Essence“ des Sam Rivers Trio mit Joe Daley und Warren Smith; es folgten Alben von Burton Greene, James Newton, Gil Evans (Little Wing), Lee Konitz/Karl Berger, Phillip Wilson, David Murray und seinem Ensemble „Low Class Conspiracy“ mit Butch Morris, sowie mehrere meist von Kreis selbst in Kölner Spielstätten wie dem Subway aufgezeichnete Konzertmitschnitte von Chet Baker, Archie Shepp und Herb Geller. Ende der 1980er Jahre stellte das Label seine Produktionstätigkeit ein. 2022 erfolgte ein Relaunch von Circle Records mit remasterten Veröffentlichungen der Aufnahmen von Chet Baker aus dem Pariser Jazzclub Le Dreher 1980.
Ein gleichnamiges britisches Label hat sich auf psychedelische Musik der 1960er und 1970er Jahre spezialisiert.